# Tajan
Tajan település Franciaországban, Hautes-Pyrénées megyében. Lakosainak száma 136 fő (2022. január 1.). Tajan Monlong, Clarens, Recurt és Réjaumont községekkel határos.

## Népesség
A település népessége az elmúlt években az alábbi módon változott:
| Lakosok száma | 151  | 142  | 134  | 132  | 129  | 131  | 134  | 136  |
|               | 2013 | 2015 | 2017 | 2018 | 2019 | 2020 | 2021 | 2022 |